# روس يونغ
روس يونغ هو سياسي كندي، ولد في 20 مارس 1962.